# حيز المكاتب
حيز المكاتب (بالإنجليزية: Office Space)‏ هو فيلم كوميدي أمريكي من إخراج مايك جودج وبطولة رون ليفينجستون، جينيفر أنيستون، غاري كول، ستيفن روت، ديفيد هيرمان، أجاي نايدو وديدريخ بادر.

## وصلات خارجية
- حيز المكاتب على موقع IMDb (الإنجليزية)
- حيز المكاتب على موقع ميتاكريتيك (الإنجليزية)
- حيز المكاتب على موقع الموسوعة البريطانية (الإنجليزية)
- حيز المكاتب على موقع روتن توميتوز (الإنجليزية)
- حيز المكاتب على موقع نتفليكس (الإنجليزية)
- حيز المكاتب على موقع قاعدة بيانات الأفلام العربية
- حيز المكاتب على موقع ألو سيني (الفرنسية)
- حيز المكاتب على موقع Turner Classic Movies (الإنجليزية)
- حيز المكاتب على موقع أول موفي (الإنجليزية)
- حيز المكاتب على موقع بوكس أوفيس موجو (الإنجليزية)